# Francisco Morazán (departament)
Francisco Morazán – departament w środkowym Hondurasie. Zajmuje powierzchnię 7946 km². W 2001 roku departament zamieszkiwało ok. 1,2 mln mieszkańców. Siedzibą administracyjną jest stolica kraju Tegucigalpa.
Składa się z 28 gmin:

- Alubarén
- Cedros
- Curarén
- Dystrykt Centralny
- El Porvenir
- Guaimaca
- La Libertad
- La Venta
- Lepaterique
- Maraita
- Marale
- Nueva Armenia
- Ojojona
- Orica
- Reitoca
- Sabanagrande
- San Antonio de Oriente
- San Buenaventura
- San Ignacio
- San Juan de Flores
- San Miguelito
- Santa Ana
- Santa Lucía
- Talanga
- Tatumbla
- Valle de Ángeles
- Vallecillo
- Villa de San Francisco